# Lion de saint Marc (Carpaccio)
Ne doit pas être confondu avec Lion de saint Marc.
Le Lion de saint Marc (en italien : Leone di San Marco) est une peinture réalisée selon la technique de la tempera sur toile par Vittore Carpaccio en 1516 et actuellement conservée au palais des Doges de Venise, en Italie.

## Histoire
La grande toile est faite à l'origine pour les magistrats Camerlenghi du Rialto et plus tard déplacée au palais des Doges. La toile évoque des références politiques, particulièrement importantes après les défaites subies contre la ligue de Cambrai en 1509 (bataille d'Agnadel) et fait appel à une symbolique religieuse et spirituelle autour du saint patron de la ville, Marc l'évangéliste, dont les reliques ont été volées et rapportée dans la ville plusieurs siècles auparavant.

## Composition
Le puissant lion de saint Marc, symbole de Venise et de la République sérénissime, est représenté dans toute sa majesté avec des ailes et une auréole respectant la typologie du tétramorphe ; son regard est orienté vers le spectateur et il tient dans sa patte droite, un livre ouvert avec l'inscription latine PAX TIBI MARCE EVANGELISTA MEVS (Que la paix soit avec toi, Marc, mon évangéliste,).
Les pattes postérieures sont dans l'eau et les pattes antérieurs sur la terre. En arrière-plan, la lagune de Venise s'ouvre avec des navires de commerce, l'église San Nicolò al Lido, le palais des Doges, la basilique Saint-Marc et le campanile, les colonnes de San Marco et de San Todaro, la Piazzetta San Marco et la tour de l'Horloge.

## Analyse
La représentation de l'évangéliste saint Marc en lion est typique du tétramorphe dans l'iconographie chrétienne, une représentation inspirée par une vision du prophète de l'Ancien Testament Ezéchiel (Ez 1, 1-14) et par la description des quatre Vivants de l'Apocalypse selon saint Jean (4, 7).
Le lion symbolisant saint Marc est lui-même généralement ailé et parfois surmonté d'une auréole, ce qui le distingue du lion de saint Jérôme, les ailes symbolisant l'élévation spirituelle et le halo symbolisant la sainteté.
Le livre ouvert est considéré comme un symbole de la souveraineté de l'État ; elle s'affirme à la fois sur terre et sur mer, comme les pattes du lion : celles avant sont sur la terre et celles arrières dans l'eau ce qui figure la puissance et l'équilibre dans les territoires sous la domination de la république de Venise. Ses ailes protègent les navires marchands qui sortent de l'arsenal et sa tête est à hauteur du Palais des doges et de la place dédiée à Marc.

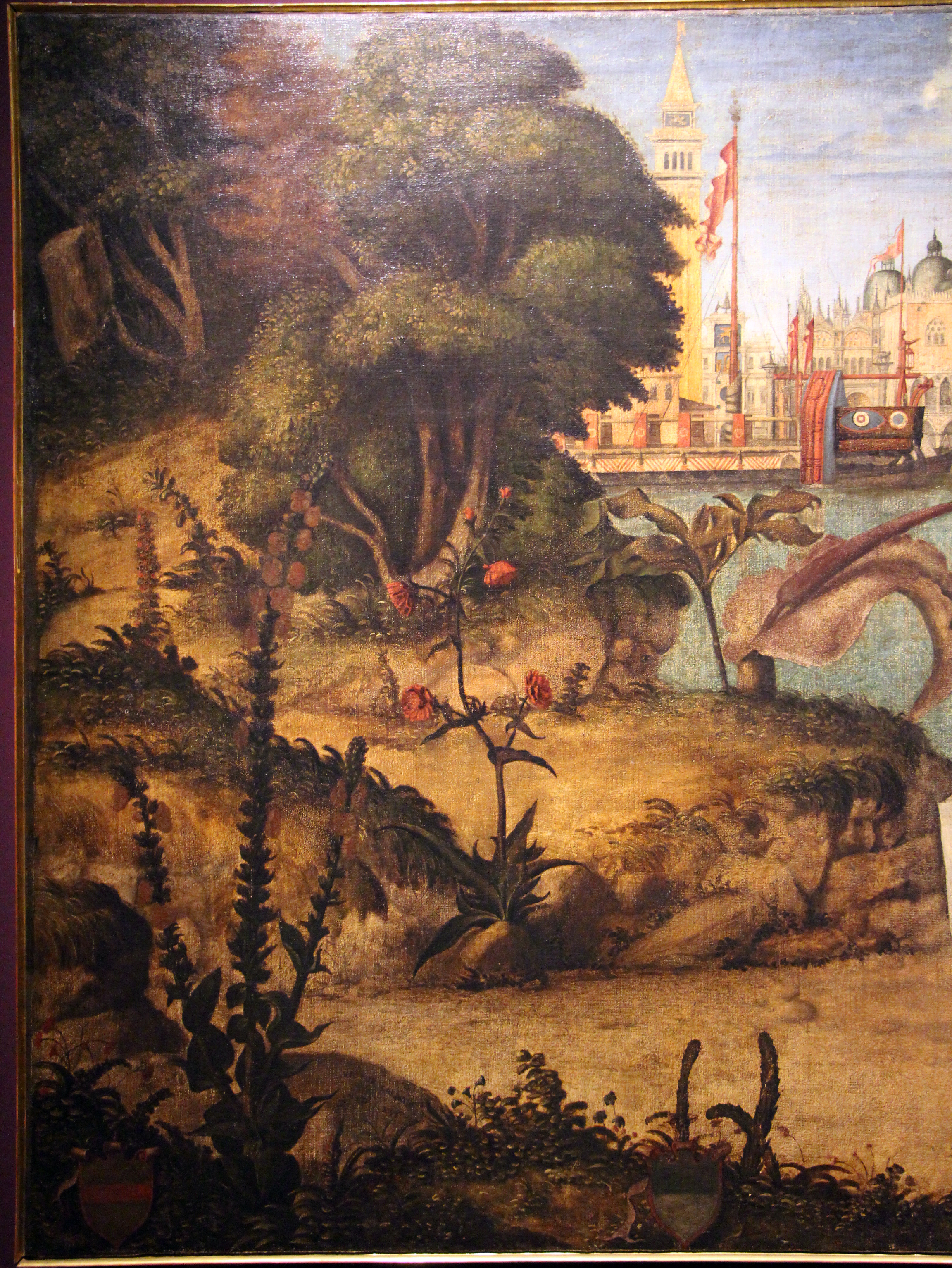
Détails de la terre.
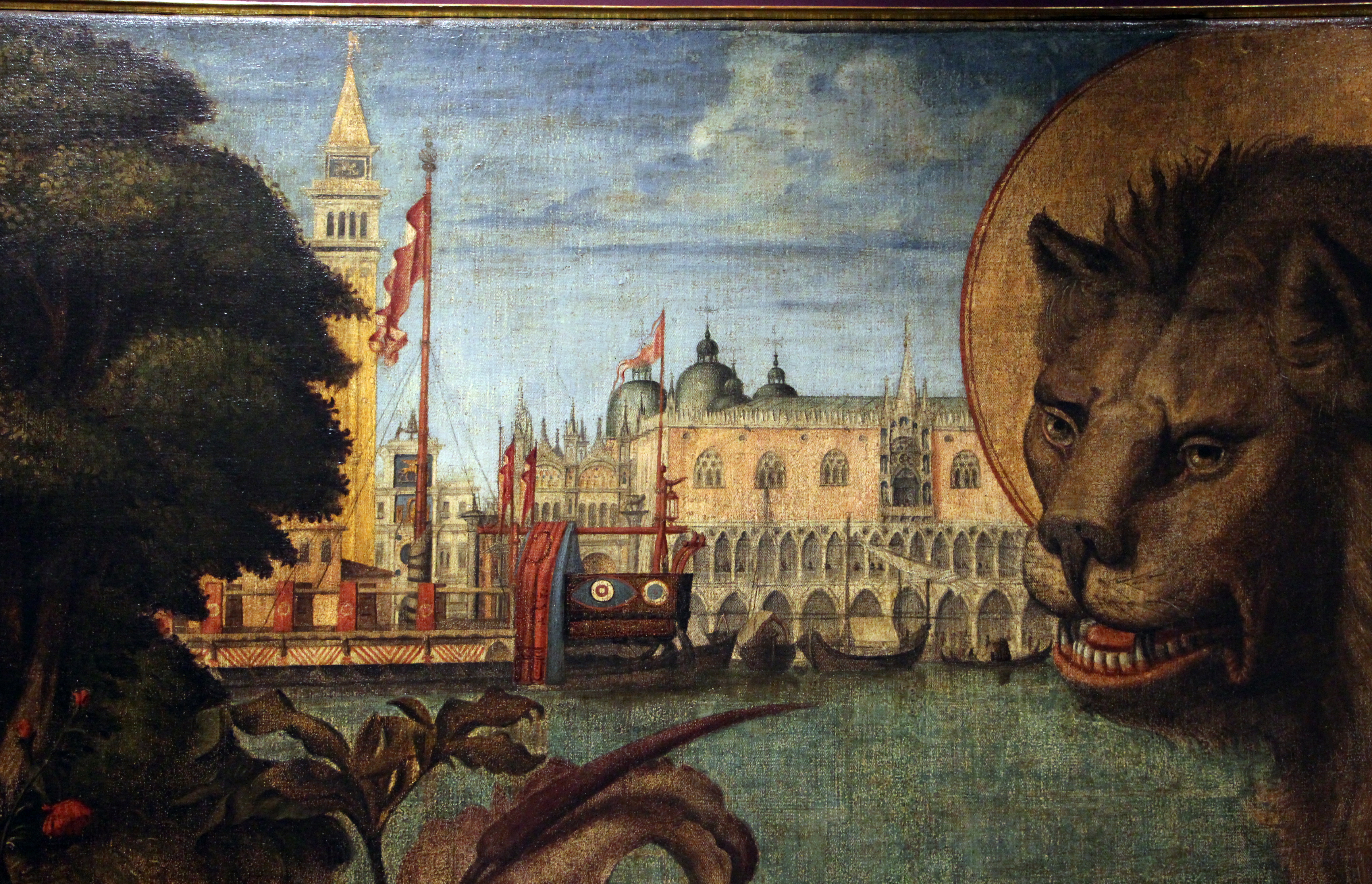
Détails de la tête du lion.
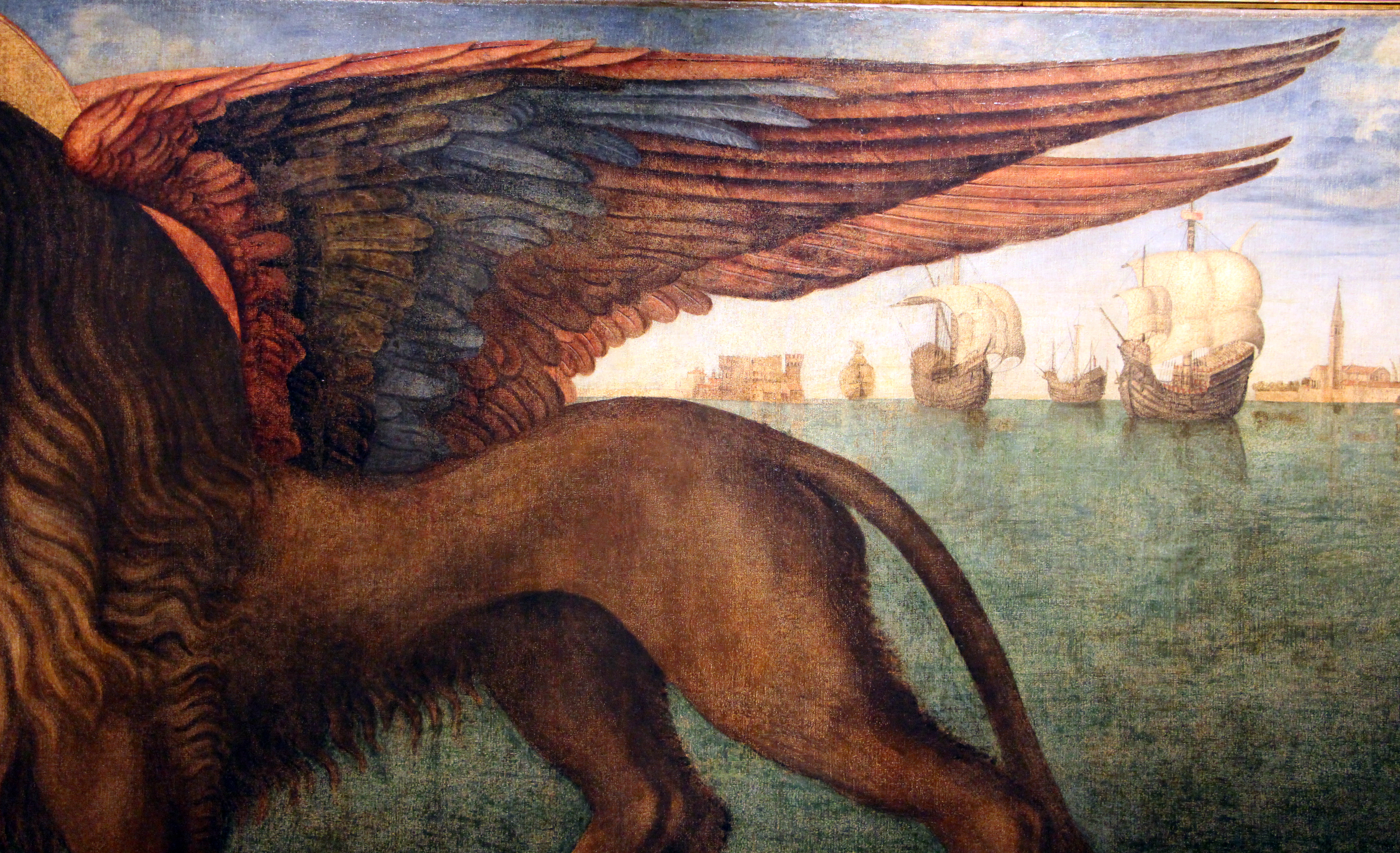
Détails des ailes du lion.
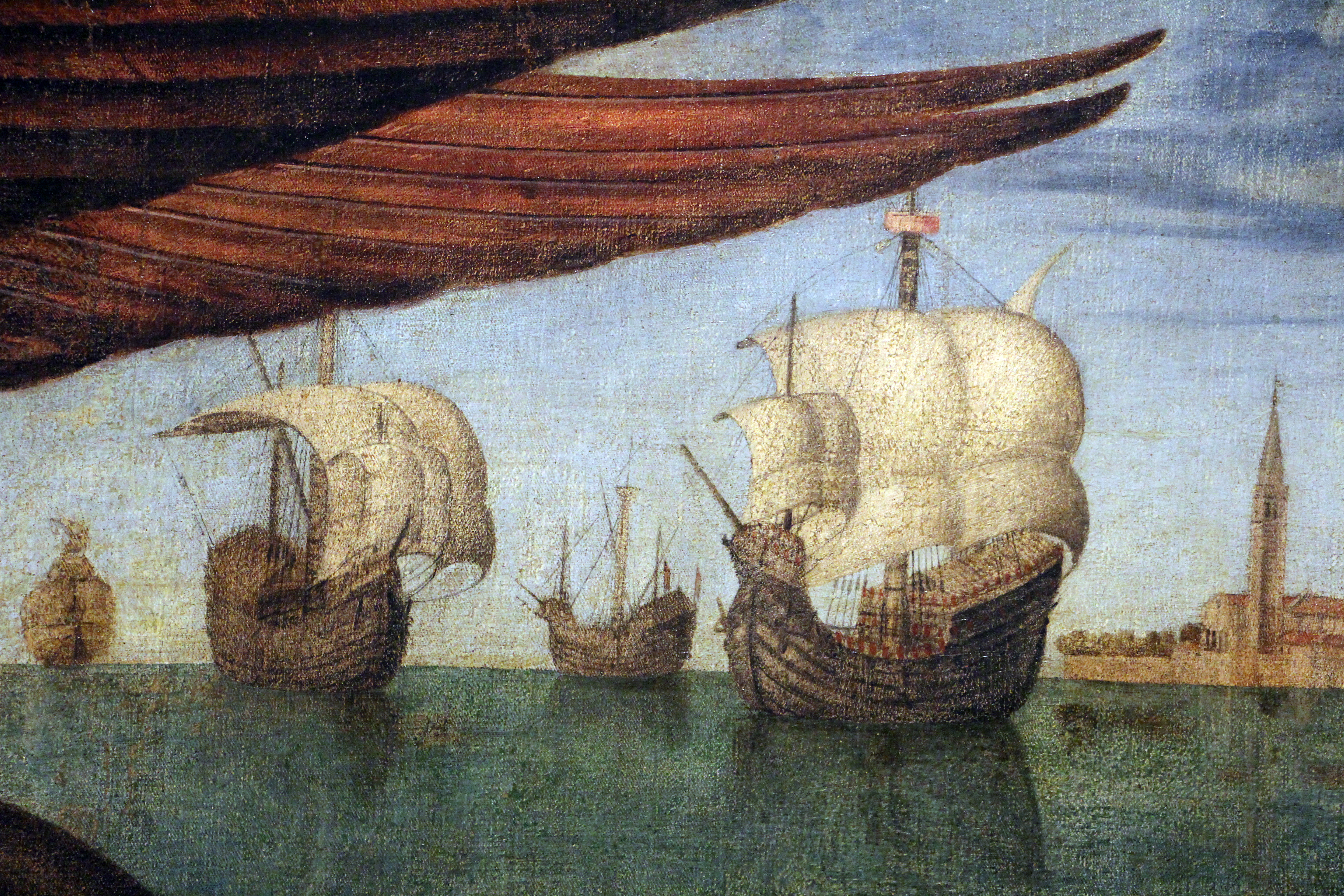
Détails des navires en arrière plan.

### Sources et bibliographie
- (it) Augusto Gentili, Carpaccio, Giunti Editore, 1996, 50 p. (ISBN 978-88-09-76207-7, lire en ligne)